# Megalotocepheus nigrolobatus
Megalotocepheus nigrolobatus är en kvalsterart som beskrevs av Hammer 1981. Megalotocepheus nigrolobatus ingår i släktet Megalotocepheus och familjen Otocepheidae. Inga underarter finns listade i Catalogue of Life.